# 天與地 (香港電影)
《天與地》是1994年公映的一部香港剧情片，由黎大炜執導，刘德华、刘松仁和陈少霞主演；劉德華所属的天幕製作有限公司出品。劇情讲述国民政府禁菸委員會专员张一鹏與腐败恶势力斗争的故事。片尾曲為劉德華演唱的經典國語歌曲〈忘情水〉，獲提名第14屆香港電影金像獎最佳電影歌曲。本片榮獲1993年美國政治電影工會和平獎（Political Film Society Award for Peace）及1995年第18屆大眾電影百花獎最佳合拍片。
故事结构模仿1987年美国电影《义胆雄心》，但主角最后的结局不同，使得本片充满了悲剧色彩和批判意味。

## 剧情
法国留学归来、曾在广州黄埔军校工作的张一鹏（劉德華 飾）协同妻子素素（陳少霞 飾）一起到上海任禁菸委員會专员打击鸦片贸易。在上海火车站他同一名卖东西的男童聊天，听闻到上海警察都很腐败，跟毒贩相互勾结。上海警察厅的警察山东猫（金士傑 飾）来车站迎接张一鹏夫妇，而在上海警察廳廳长倪昆（顧寶明 飾）为张举办的欢迎晚宴上，倪话中有话、语带威胁的发言令张很是反感，倪还指示某官员要送张一套价值百万的房产；而在另一房间的麻将桌上，素素被众位达官贵人的太太围拢攀谈并送她许多珠宝首饰当作见面礼。张看到身边有官员要抽大烟，气愤地拿起那根烟管并带走了素素，他向众人表示作为中央特派的禁毒专员，无论是谁吸毒和贩毒，他都会不留情的予以打击，张的态度也令倪昆大动肝火，他警告张一鹏说上海是他管辖的地盘，不要不识抬举。
有消息称闸北砖窑厂有贩毒交易，一鹏就带领多名警察前去抓捕，不料他被骗，所谓的毒品箱子里只装着被纸包裹的砖块，其实这是倪昆恶整张的一出戏。一鹏发现山东猫抽大烟上瘾就责备他叫他离开，山东猫告诉张只有他一个人是在真心帮助一鹏，其他警察都走了，山东猫也跟一鹏一样不贪污所以受到同僚的排挤。张跟山东猫去各个烟馆收缴鸦片，后将大量鸦片点燃销毁，大毒枭戴济民（劉松仁 飾）就让倪教训下张一鹏。张去见将军请求人力支援，并说戴济民表面是个大商人大慈善家，背后却是大毒枭，将军不相信张的话，并让张在外面等他，张等了很久未果。另一边，素素在山东猫的陪同下去发廊美发，山东猫毒瘾发作去烟馆抽大烟，怀有几个月身孕的素素被倪的手下打伤并因此流产。气愤的一鹏去找戴济民并当众指责戴是杀人凶手害他老婆流产。一鹏再次责怪山东猫并要他离开，内疚的山东猫却一直在其住所楼下苦等，最终被素素接了回来。
烟馆的鸦片被张收缴引起众位卖大烟的老板的抱怨，戴济民教大家卖包装的海洛因，众老板要杀掉张一鹏的提议被倪否定了。前来相助一鹏、伪装成服务生的邬君（俞飛鴻 飾）听到了戴济民和众人的谈话，她告诉一鹏九宫山有戴济民的制毒基地，于是一鹏、山东猫和邬君三人开车前往九宫山，经过激烈火爆的斗争，三人射杀了制毒基地的许多人并抢走了大量毒品。
一个夜晚，刚从餐厅出来的一鹏和素素受到倪昆派出的人射杀，素素不幸遇难，一鹏则逃过一劫，手下没除掉张令倪很生气。邬君被抓后被戴和倪逼问那车毒品的下落，令她被迫自杀。接着张一鹏也被抓并被注射了毒品，张被抽大烟的画面被拍下来登上报纸头版，然后被关进警察局。山东猫手持一把机关枪勇闯警察局并挟持倪昆营救出了一鹏，两人逃离途中山东猫被抓，山东猫死前在戴和倪面前假意将那批货藏的地址告诉给了戴，引起倪对戴的猜忌怀疑。
张逃脱后利用离间计引起倪对戴的不满令双方互斗：他故意打错电话给倪听到，称已为戴老板将那批货藏到了戏院后台；之后在戏院里张在放映室里更换放映画面——公开播放了戴瞒着倪收到毒品的伪造录像。看到此画面的倪恼羞成怒责怪自己被戴出卖并用枪射击戴，却最终死在戴手里，戴还让自己的大批手下射杀戏院的许多观众以杀人灭口，这些画面也都被张一鹏拍了下来，张一鹏與戴的手下當場爆發槍戰，张殺了戴的大批手下，戴最后假扮死亡以保命。
在准备开往广州的上海火车站，李将军为其送行，张将录有戴济民犯罪铁证的录像带交给了李将军。不料在列车车厢里李将军亲自开枪射杀了一鹏，并说：“对不起，是你生不逢时”。后来跑到列车上看一鹏的男童看到了倒在血泊中的一鹏。事后张一鹏被认定为“畏罪自杀”，“大慈善家”戴济民则獲无罪释放。

## 角色
| 演員   | 角色   | 備註                                                                                                 |
| 劉德華 | 张一鹏 | 禁毒专员，片尾在上海往廣州的列車上被槍殺身亡                                                         |
| 刘松仁 | 戴济民 | 表面是上海大商人、大慈善家，背後卻是上海的最大毒枭，片尾竟獲无罪释放                                 |
| 陈少霞 | 素素   | 张一鹏的妻子，先被倪坤手下打至流產，後更被槍殺                                                       |
| 金士杰 | 山东猫 | 张一鹏的副手，後來在營救一鵬的過程中被抓及殺害                                                       |
| 俞飞鸿 | 邬君   | 张一鹏的副手，後被戴濟民和倪昆抓獲後被逼問毒品的下落，令她被迫自殺                                   |
| 顾宝明 | 倪昆   | 上海警察龐廳长，一直作為腐敗黑惡勢力的保護傘，包庇戴濟民種種罪行，之後與戴因利益反目，終死在戴的手中 |

## 歌曲
| 曲別   | 歌曲       | 作曲   | 作词   | 演唱   |
| ------ | ---------- | ------ | ------ | ------ |
| 片尾曲 | 《忘情水》 | 陳耀川 | 李安修 | 劉德華 |
| 插曲   | 《缠绵》   | 熊美玲 | 林秋离 | 劉德華 |

## 獎項
| 年份 | 頒獎典禮                                                  | 獎項         | 名單                                              | 結果 |
| ---- | --------------------------------------------------------- | ------------ | ------------------------------------------------- | ---- |
| 1993 | 1993年美國政治電影工會獎 （Political Film Society Award） | 和平獎       | 天與地                                            | 獲獎 |
| 1995 | 第14屆香港電影金像獎                                      | 最佳電影歌曲 | 〈忘情水〉 主唱：劉德華 作曲：陳耀川 填詞：李安修 | 提名 |
| 1995 | 第18屆大眾電影百花獎                                      | 最佳合拍片   | 天與地                                            | 獲獎 |

## 外部連結
- 香港影庫上《天與地》的資料（繁體中文）
- 開眼電影網上《天與地》的資料（繁體中文）
- 豆瓣电影上《天與地》的資料 （简体中文）
- 时光网上《天與地》的資料（简体中文）
- AllMovie上《天與地》的资料（英文）
- 爛番茄上《天與地》的資料（英文）
- 互联网电影数据库（IMDb）上《天與地》的资料（英文）